# Leptopus robinsonii
Leptopus robinsonii är en emblikaväxtart som beskrevs av Airy Shaw. Leptopus robinsonii ingår i släktet andrakner, och familjen emblikaväxter. Inga underarter finns listade i Catalogue of Life.